# Palaeolenus
Palaeolenus — рід трилобітів родини Palaeolenidae, що існував у кембрійському періоді. Скам'янілі рештки представників роду знайдено у Китаї.